# Patrícia de Oliveira Ferreira
Patrícia de Oliveira Ferreira, plus connue sous le nom de Chuça, née le 21 mars 1979 à Mauá, dans l'État de São Paulo au Brésil, est une joueuse brésilienne de basket-ball. Elle évolue durant sa carrière au poste d'ailière.

## Palmarès
- 3e du championnat des Amériques 2007
- Championne des Amériques 2011